# Gesetz über die Alterssicherung der Landwirte
Das Gesetz über die Alterssicherung der Landwirte regelt als Teil der Landwirtschaftlichen Sozialversicherung die Alterssicherung der Landwirte; es ist in fünf Kapitel gegliedert.
Das erste Kapitel enthält Regelungen über den versicherten Personenkreis. Das zweite Kapitel umfasst Vorschriften zu den verschiedenen Leistungen, wie bspw. Rentenansprüche oder medizinische Leistungen zur Rehabilitation. Im dritten Kapitel sind die Organisation und der Datenschutz geregelt. Das vierte Kapitel betrifft die Finanzierung aus Beiträgen und Bundesmitteln und das fünfte Kapitel enthält schließlich verschiedene Sonder- und Übergangsregelungen.
Das Gesetz gilt nach § 68 SGB I als besonderer Bestandteil des Sozialgesetzbuches und soll dort als Teil der gesetzlichen Rentenversicherung eingeordnet werden.
Von 1957 bis 1994 war die Alterssicherung der Landwirte im Gesetz über eine Altershilfe für Landwirte – GAL geregelt. 1995 wurde das GAL durch eine grundlegende Reform (Agrarsozialreformgesetz – ASRG), die u. a. die so genannte Bäuerinnenrente einführte, in das ALG überführt.